# Канэто, Риэ
Риэ Канэто (яп. 金藤 理絵 Канэто: Риэ, р.8 сентября 1988) — японская пловчиха, олимпийская чемпионка.
Родилась в 1988 году в Сёбара префектуры Хиросима. В 2007 году стала серебряной призёркой Универсиады. В 2008 году приняла участие в Олимпийских игр в Пекине, но там заняла лишь 7-е место на дистанции 200 м брассом. В 2009 году стала чемпионкой Универсиады. На Азиатских играх 2010 года ей лишь немного не хватило до медали, и она заняла 4-е место. В 2014 году стала серебряной призёркой Транскихоокеанского чемпионата и Азиатских игр.